# Alpské lyžování na Zimních olympijských hrách 1976
Alpské lyžování na Zimních olympijských hrách 1976 v Innsbrucku.

## Medailové pořadí zemí
| Pořadí | Země                         | Zlato | Stříbro | Bronz | Celkově |
| ------ | ---------------------------- | ----- | ------- | ----- | ------- |
| 1.     | Západní Německo (FRG)        | 2     | 1       | 0     | 3       |
| 2.     | Itálie (ITA)                 | 1     | 2       | 1     | 4       |
| 3.     | Švýcarsko (SUI)              | 1     | 2       | 0     | 3       |
| 4.     | Rakousko (AUT)               | 1     | 1       | 0     | 2       |
| 5.     | Kanada (CAN)                 | 1     | 0       | 0     | 1       |
| 6.     | Lichtenštejnsko (LIE)        | 0     | 0       | 2     | 2       |
| 7.     | Švédsko (SWE)                | 0     | 0       | 1     | 1       |
| 8.     | Spojené státy americké (USA) | 0     | 0       | 1     | 1       |
| 9.     | Francie (FRA)                | 0     | 0       | 1     | 1       |
|        | Celkem                       | 6     | 6       | 6     | 18      |

## Medailisté

### Muži
| Disciplína  | Zlato                          | Výkon   | Stříbro                          | Výkon   | Bronz                                  | Výkon   |
| ----------- | ------------------------------ | ------- | -------------------------------- | ------- | -------------------------------------- | ------- |
| sjezd       | Franz Klammer · Rakousko (AUT) | 1:45,73 | Bernhard Russi · Švýcarsko (SUI) | 1:46,06 | Herbert Plank · Itálie (ITA)           | 1:46,59 |
| slalom      | Piero Gros · Itálie (ITA)      | 2:03,29 | Gustav Thöni · Itálie (ITA)      | 2:03,73 | Willi Frommelt · Lichtenštejnsko (LIE) | 2:04,28 |
| obří slalom | Heini Hemmi · Švýcarsko (SUI)  | 3:26,97 | Ernst Good · Švýcarsko (SUI)     | 3:27,17 | Ingemar Stenmark · Švédsko (SWE)       | 3:27,41 |

### Ženy
| Disciplína  | Zlato                                       | Výkon   | Stříbro                                     | Výkon   | Bronz                                          | Výkon   |
| ----------- | ------------------------------------------- | ------- | ------------------------------------------- | ------- | ---------------------------------------------- | ------- |
| sjezd       | Rosi Mittermaierová · Západní Německo (FRG) | 1:46,16 | Brigitte Totschnigová · Rakousko (AUT)      | 1:46,68 | Cindy Nelsonová · Spojené státy americké (USA) | 1:47,50 |
| slalom      | Rosi Mittermaierová · Západní Německo (FRG) | 1:30,54 | Claudia Giordaniová · Itálie (ITA)          | 1:30,87 | Hanni Wenzelová · Lichtenštejnsko (LIE)        | 1:32,20 |
| obří slalom | Kathy Kreinerová · Kanada (CAN)             | 1:29,13 | Rosi Mittermaierová · Západní Německo (FRG) | 1:29,25 | Danièle Debernardová · Francie (FRA)           | 1:29,95 |